# Хронология средневековой азербайджанской литературы
В список включены авторы, писавшие на азербайджанском языке с возникновения на нём литературы до конца XVIII века. Следует иметь в виду, что в ряде случаев одни и те же поэты могут характеризоваться в разных источниках как турецкие, азербайджанские либо туркменские.
Появление этой литературы связывается с именем Гасаноглы Иззеддина жившего на рубеже XIII—XIV веков. Значительную роль в развитии азербайджанской тюркской поэзии сыграли поэты XIV века Гази Бурханеддин и Имадеддин Насими. Согласно Энциклопедии Британика азербайджанский литературный язык начал развиваться в XV веке и достиг высокого уровня развития в XVI веке. Академическая «История Востока» относит возникновение литературы на азербайджанском языке к XIV—XV векам. Ранние тексты на азербайджанском языке считаются также частью старо-османской литературы. Окончательное формирование самостоятельного азербайджанского языка относится к XVIII веку (первые публикации, в которых встречается наименование «азербайджанский язык» появились в начале XX века).

## XIV век
- Гасаноглы Иззеддин (конец XIII — начало XIV в.); Хасаноглу (Пур Хасан Асфараини, или Пуре Гасан). Автор дивана, писал на азербайджанском и персидском языках[8].
- Насир Бакуви. Возможно, начало XIV века. Автор панегирика Олджейту, согласно Джаваду Хейату[9]. Али Дустзаде сомневается в его существовании[10].
- Ахмед Джалаир (?-31 августа 1410) – правитель из тюркизованной монгольской династии Джалаиридов (1382—1410), писал стихи на азербайджанском, арабском и персидском языках, а также написал несколько трудов по музыке[11][12].
- Мустафа Зярир (Мустафа б. Юсуф Дарир из Эрзерума, или Кады Дарир) — азербайджанский поэт[13]. В 1380 или 1388 году написал поэму о жизни Мухаммеда «Сиретун-неби», автор поэмы «Юсуф и Зулейха».

Тюркоязычные поэты, рядом авторов называемые азербайджанскими:
- Бурханеддин Гази Ахмед (Бурханеддин Сиваси, 1344—1398). Огуз из племени салур. Творчество важно для развития тюркоязычной литературы[14], называется туркменским[15] или азербайджанским поэтом. Согласно «КЛЭ», писал на азербайджанском, персидском и турецком языках[16].

## XV век
- Касим аль-Анвар (Гасим аль-Анвар). 1359?-1434. Жил в Герате и Самарканде, писал преимущественно[17] на персидском, автор поэм «Друг просвещённых» и «Степени просвещённых»[18], а также газелей, моламма и туюгов на простом азербайджанском[17].
- Ахмеди Тебризи[19]. Конец XV века. Автор переложения поэмы Аттара «Китаб аль-асрар» («Книга тайн», 1478)[20]. См. о нём (на турец. яз.) (недоступная ссылка)
- Хамиди — родился в Исфахане, в 1450-е годы уехал в Османскую империю. Автор дивана[21].
- XIV или XV век[22]. Запись огузского эпоса «Китаби Деде Коркут»
- Эмир Афсахаддин Хидаетуллах-бек — эмир государства Ак-Коюнлу, служил при всех трёх правителях. Автор дивана на азербайджанском языке[23][24][25].
- Султан Ягуб — правитель государства Ак-Коюнлу (1478—1490). Писал стихи на азербайджанском языке[26].
- Хатаи Тебризи — автор поэмы (матнави) «Юсуф ва Зулейха» («Юсуф и Зулейха»), посвящённой Султану Ягубу[5].
- Хашими — поэт XV века. В начале XVI века переехал из Азербайджана в город Трабзон в Османской империи[27].
- Сюрури — азербайджанский поэт XV века. В 1515 году был отправлен в Османскую империю[28].

Тюркоязычные поэты, рядом авторов называемые азербайджанскими:
- Имамеддин Насими (1369/70-1417). Хуруфит , представитель племени баят[29]. Автор азербайджанского и персидского диванов. Считается также турецким[30][31][32] поэтом.
- Хакики (или Хагиги, Джаханшах; султан государства Кара-Коюнлу). Умер в 1467 году. По В. Ф. Минорскому, язык его стихов относится к группе южных туркманских диалектов, которые называются азербайджанским тюркским.[33] Иногда причисляется к туркменским поэтам[34]. Нет в КЛЭ.

## XVI век
- Хатаи (шах из династии Сефевидов Исмаил I, 1487—1524). Автор поэм «Дах-наме» («Десять писем», 1506), «Письма назидания».
- Хабиби (между 1470 и 1475—1520). Сохранилось 42 стихотворения[35].
- Хагири Тебризи. Конец XV — начало XVI века. Поэма «Лейли и Меджнун»[36].
- Кишвери (Кишвари). Начало XVI века. Сохранилось небольшое число стихотворений (газелей)[37].
- Матями — азербайджанский поэт XVI века. После 1514 года он переехал в Османскую империю[28].

Тюркоязычные поэты, рядом авторов называемые азербайджанскими:
- Мухаммед Физули (около 1494—1556). Жил в Ираке, писал на азербайджанском, арабском и фарси. Наиболее известна его поэма «Лейли и Меджнун» на азербайджанском языке (1536—1537).[38] Считается также османским[39][40][41][42][43] и турецким[44][45][46][47][48][49] поэтом.

Ашуги:
- Курбани (Гурбани). Первый хорошо известный ашуг, XVI век[50].

## XVII век
- Ковси Табризи (Говси Тебризи; Алиджан Ковси Исмаил оглы). XVII век. Автор дивана, известен газелями[51].
- Мухаммед Амани (1536—1610). Диван на азербайджанском и персидском[52].
- Саиб Тебризи (Мирза-Мухаммед-Али). 1601—1677. Писал в основном на персидском, газели на азербайджанском. Автор семи диванов[53].
- Месихи, Рукнеддин Масуд (1580—1655). Сохранилась поэма «Варга и Гюльша» на азербайджанском языке. Автор трёх поэм и незначительных лирических стихотворений на фарси[54]. Написал до 100 тысяч бейтов на азербайджанском и персидском.
- Тарзи Афшар. Жил при дворе Сефевидов. Поэт XVII века, стихи на персидском и азербайджанском[55].
- Тасир Тебризи. Поэт XVII века, стихи на азербайджанском и персидском[56].
- Рефиги. Поэт XVII века[57].
- Фатма-ханым Ани. Поэтесса XVII века[57].
- Муртуза Гулухан Зяфяр — азербайджанский поэт XVII века, политический деятель Сефевидского государства[58].

Ашуги:
- Сары Ашуг. XVII век. Автор баяти, гошма, джинаса[59]
- Ашуг Аббас Туфарганлы (Аббас из Диваргана)[60]. Начало XVII века.
- Ашуг Абдулла. XVII век[61].

Запись дастанов:
- «Ашуг-Гариб». XVII век[62].
- «Шах Исмаил». XVII век[62].
- «Асли и Керем» («Эсли и Керем»). Дастан XVII—XVIII веков[63].
- «Аббас и Гюльгаз». Посвящён жизни ашуга Аббаса[61].
- «Новруз»[62].
- Сложение эпоса «Кёр-оглы»[64].

## XVIII век
- Махджур Ширвани. Конец XVII — начало XVIII века. Поэма «Гиссейи Ширзад» («Гиссеи Ширзад», «История Ширзада»)[65].
- Нишат Ширвани. Первая половина XVIII века. Автор газелей, сохранилось лишь несколько[66].
- Шакир Ширвани. Первая половина XVIII века. Автор лирики и поэмы «Ахвали-Ширван» («Положение в Ширване»), где описан поход армии Надир-шаха на Шемаху в 1743 году[67].
- Ариф Ширвани. Поэт XVIII века, автор газелей и сатирических стихов[68].
- Ариф Тебризи. Поэт XVIII века, автор газелей[68].
- Няшя Тебризи. Поэт XVIII века, автор газелей[69].
- Сеид Фяттах Марагаи. Поэт XVIII века, автор месневи, марсия и газелей[70].
- Гаджи Челеби Зари. Поэт XVIII века[71].
- Ага Месих Ширвани. Автор мухаммаса о войне за Шемаху, газелей[72].
- Наби. Автор мухаммасов на современные темы[68].
- Молла Вели Видади (1709—1809). Известный поэт[73].
- Молла Панах Вагиф (около 1717—1796).
- Анонимная книга «Сказание о Шахрияре»[74].

Ашуги:
- Хаста Гасым. XVIII век[75].
- Дильгам Валех. XVIII век[76].
- Шикесте Ширин. XVIII век[77].
- Мискин Мухаммед. XVIII век[68].
- Саят-Нова (1712?-1795). Армянский поэт, писал стихи в том числе на азербайджанском языке[78].

## Издания сборников в русских переводах
- Антология азербайджанской поэзии. М., Гослитиздат. 1939. 428 стр. 15000 экз.
- Антология азербайджанской поэзии. В 3 т. М., Гослитиздат. 1960. 3000 экз. Т.1. 383 стр. Т.2. 327 стр. Т.3. 279 стр.
- Поэты Азербайджана. (Серия «Библиотека поэта». Большая серия. 2-е изд.) М.-Л., Советский писатель. 1962. 422 стр. 3500 экз.
- Поэты Азербайджана. (Серия «Библиотека поэта». Малая серия. Изд. 3-е) Л., Советский писатель. 1970. 710 стр. 10000 экз.
- Поэзия народов СССР IV—XVIII веков. (Серия «Библиотека всемирной литературы», т.55) М., Худож. лит. 1972. В антологию включены стихи следующих поэтов: Изеддин Гасаноглы (стр.254-255); Несими (стр.275-280); Хатаи (стр.390-395); Хабиби (стр.395-397); Физули (стр.397-406); Ковси Тебризи (стр.476-478); Саиб Тебризи (стр.478); Нишат Ширвани (стр.479); Мехджур Ширвани (стр.479-481); Ага Масих Ширвани (стр.638-641); Вагиф Молла-Панах (стр.642-656); Видади Молла Вели (стр.656-661).